# Helina flavitegula
Helina flavitegula este o specie de muște din genul Helina, familia Muscidae, descrisă de Xue, Feng și Song în anul 2006. Conform Catalogue of Life specia Helina flavitegula nu are subspecii cunoscute.